# Stephen O’Connor
Stephen O’Connor (* 15. Oktober 1972) ist ein ehemaliger irischer Snookerspieler, der zwischen 1991 und 2001 für zehn Saisons Profispieler war. In dieser Zeit erreichte er bei zwei Ausgaben der Irish Professional Championship das Achtelfinale und bei vier weiteren Turnieren die Runde der letzten 32, unter anderem bei der Snookerweltmeisterschaft 1993, sowie Rang 68 der Snookerweltrangliste. Zuvor hatte er im Jahr 1990 zunächst die irische Snooker-Meisterschaft und dann die Amateurweltmeisterschaft gewonnen.

## Karriere
O’Connors erster großer Erfolg war der Gewinn der irischen Snooker-Meisterschaft 1990, durch den er kurze Zeit später an der Amateurweltmeisterschaft teilnehmen durfte. Auch dort erreichte er das Finale und siegte in diesem mit 11:8 über Steve Lemmens. Deshalb wurde er Anfang 1991 bereits zu mehreren Profiturnieren eingeladen; verlief seine Teilnahme am Kent Cup noch erfolglos, besiegte der Ire im Hauptwettbewerb des World Masters Brian Rowswell, ehe er gegen Silvino Francisco verlor. Kurz danach wurde er Profispieler.
Während seiner ersten beiden Profispielzeiten gewann O’Connor jeweils über die Hälfte seiner Spiele, schied aber fast immer in der Qualifikation aus. Zunächst nur bei den beiden Ausgaben der Irish Professional Championship erfolgreich, erreichte O’Connor zum Ende seiner zweiten Saison die Hauptrunde der International Open, wo er nach einem Sieg über Peter Francisco in der Runde der letzten 32 gegen Weltmeister Stephen Hendry ausschied. Nur wenig später besiegte er erneut Francisco und auch Ex-Weltmeister Cliff Thorburn, als sich O’Connor für die prestigeträchtige Hauptrunde der Snookerweltmeisterschaft qualifizieren konnte, auch wenn er dort sofort gegen John Parrott ausschied. Zunächst nur auf Platz 272 geführt, verbesserte sich O’Connor durch diese beiden Erfolge auf Rang 114.
Während der nächsten zwei Spielzeiten konnte O’Connor stets einige Male eine Hauptrunde erreichen, kam jedoch nur bei den Welsh Open 1994 in die Runde der letzten 32. Weiterhin waren Qualifikationsniederlagen aber an der Tagesordnung. Dennoch konnte sich O’Connor in den Top 100 der Weltrangliste einfinden und belegte erst mit Rang 68 den besten Platz seiner Karriere, bevor er sich leicht auf Rang 70 verschlechterte. In den folgenden drei Saisons wurden Hauptrundenteilnahmen zur Seltenheit; zumeist schied der Ire in einer der letzten Qualifikationsrunden aus. Immerhin konnte er sich auf dem vorherigen Niveau halbwegs etablieren und belegte Mitte 1998 immerhin Rang 86. Danach erreichte er bis 2001 aber nur noch die Hauptrunde des Malta Grand Prix 2000, sodass O’Connor auf Rang 108 abrutschte, wodurch er 2001 nach zehn Saisons seinen Profistatus verlor.

## Erfolge
| Ausgang         | Jahr | Turnier                           | Finalgegner    | Ergebnis |
| --------------- | ---- | --------------------------------- | -------------- | -------- |
| Amateurturniere |      |                                   |                |          |
| Sieger          | 1990 | Irische Snooker-Meisterschaft     | Richard McHugh | 8:4      |
| Sieger          | 1990 | IBSF-Snookerweltmeisterschaft     | Steve Lemmens  | 11:8     |
| Profiturniere   |      |                                   |                |          |
| Zweiter         | 1997 | WPBSA Qualifying School – Event 3 | Ian Brumby     | 4:5      |
| Sieger          | 1997 | WPBSA Qualifying School – Event 4 | Dylan Leary    | 5:2      |